# Вэланс, Холли
Хо́лли Рэ́йчел Кэ́нди (англ. Holly Rachel Candy), в девичестве — Вукади́нович (англ. Vukadinovic), наиболее известна под бывшим псевдонимом — Хо́лли Вэ́ланс (англ. Holly Valance; род. 11 мая 1983, Мельбурн, Австралия) — австралийская актриса англо-сербского происхождения, модель и поп-исполнительница, международную известность получившая с хитами «Kiss Kiss» (кавер песни Таркана) и «Down Boy» (2003).

## Карьера
Кинокарьера Вэланс началась на австралийском телевидении в сериале «Соседи», откуда «вышли» также Кайли Миноуг и Джейсон Донован, где она в 16 лет сыграла Фелисити «Флик» Скалли. В 2004 году приняла решение отойти от музыкальной деятельности и сосредоточиться на работе в кино. Она снялась в нескольких сериалах («Побег», «Красавцы»), а также в фильмах «DOA: Живым или мёртвым», «Блондинка в шоколаде» (2006), «Заложница» (2008). С 2008 года жила в Лос-Анджелесе с бойфрендом, актёром Алексом О’Лафлином, (Холли и Алекс вместе снимались в одной из серий телесериала «Лунный свет»), с которым Холли рассталась после 2009 года.

## Личная жизнь
С 29 сентября 2012 года Вэланс замужем за бизнесменом Ником Кэнди, с которым она встречалась два года до их свадьбы. У супругов есть две дочери — Лука Вайолет Тони Кэнди (род. в ноябре 2013) и Нова Скай Коко Кэнди (род. в сентябре 2017).

## Дискография

### Студийные альбомы
| №   | Название                | Длительность |
| --- | ----------------------- | ------------ |
| 1.  | «Kiss Kiss»             | 3:25         |
| 2.  | «Tuck Your Shirt In»    | 3:19         |
| 3.  | «Down Boy»              | 3:26         |
| 4.  | «City Ain’t Big Enough» | 3:38         |
| 5.  | «Cocktails and Parties» | 4:02         |
| 6.  | «Whoop»                 | 3:24         |
| 7.  | «Hush Now»              | 3:33         |
| 8.  | «All in the Mind»       | 3:47         |
| 9.  | «Harder They Come»      | 3:38         |
| 10. | «Help Me Help You»      | 3:36         |
| 11. | «Naughty Girl»          | 3:23         |
| 12. | «Connect»               | 3:10         |
| 13. | «Send My Best»          | 4:25         |
| 14. | «Twist»                 | 3:46         |

| №   | Название             | Длительность |
| --- | -------------------- | ------------ |
| 1.  | «Hypnotic»           | 3:45         |
| 2.  | «State of Mind»      | 3:20         |
| 3.  | «Everything I Hate»  | 3:27         |
| 4.  | «Desire»             | 3:37         |
| 5.  | «Curious»            | 3:10         |
| 6.  | «Ricochets»          | 3:42         |
| 7.  | «Roll Over»          | 3:21         |
| 8.  | «Tongue-Tied»        | 4:03         |
| 9.  | «Over ’n’ Out»       | 3:12         |
| 10. | «Somebody Out There» | 3:58         |
| 11. | «Action»             | 3:33         |
| 12. | «Double Take»        | 2:59         |
| 13. | «Just Like Me»       | 3:33         |
| 14. | «Please Please Me»   | 3:31         |

### Синглы
- «Kiss Kiss» (2002)
- «Down Boy» (2003)
- «Naughty Girl» (2003)
- «State of Mind» (2003)

## Фильмография
| Год       |     | Русское название                          | Оригинальное название                     | Роль                  |
| --------- | --- | ----------------------------------------- | ----------------------------------------- | --------------------- |
| 1999—2005 | с   | Соседи                                    | Neighbours                                | Фелисити Скалли       |
| 2004      | с   | C.S.I.: Место преступления Майами         | CSI: Miami                                | Кей Коулман           |
| 2005      | с   | Красавцы                                  | Entourage                                 | Лианна                |
| 2005      | с   | C.S.I.: Место преступления Нью-Йорк       | CSI: NY                                   | Лидия                 |
| 2005—2006 | с   | Побег                                     | Prison Break                              | Ника Волек            |
| 2006      | ф   | DOA: Живым или мёртвым                    | DOA: Dead or Alive                        | Кристи Аллен          |
| 2006      | ф   | Блондинка в шоколаде                      | National Lampoon’s Pledge This!           | Джессика              |
| 2007      | с   | Лунный свет                               | Moonlight                                 | Лола                  |
| 2007      | с   | Акула                                     | Shark                                     | Кристина Шоу          |
| 2008      | ф   | Заложница                                 | Taken                                     | Шеера                 |
| 2008      | с   | Валентайн                                 | Valentine                                 | Виви Лэнгдон          |
| 2009      | ки  | Command & Conquer: Red Alert 3 — Uprising | Command & Conquer: Red Alert 3 — Uprising | Бренда Сноу, репортёр |
| 2009      | кор | Возвращение Икс                           | X Returns                                 | Сэмми Уолтерс         |
| 2010      | ф   | Враг в отражении                          | Luster                                    | Салли                 |
| 2010      | тф  | Мисс Марпл: Бледный конь                  | Marple: The Pale Horse                    | Кенга                 |
| 2011      | ф   | Выжившая Джорджия                         | Surviving Georgia                         | Роуз                  |
| 2011      | ф   | Мальчик большой мамочки                   | Big Mamma's Boy                           | Кэти                  |
| 2015      | ф   | Отвлекающий манёвр                        | Red Herring                               | Анджела               |

## Факты
- Дальний родственник — Бенни Хилл: его двоюродный брат приходится актрисе дедушкой[11].